# Teoria del nucli

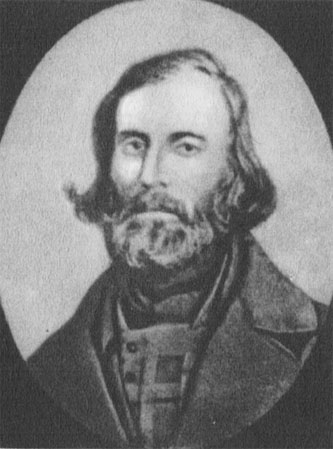
Auguste Laurent

La teoria del nucli és la primera teoria de química orgànica precursora de la moderna teoria estructural dels compostos orgànics. Es deu al químic francès Auguste Laurent (1807-1853), el qual imaginà que els compostos orgànics es poden derivar tots d'un nucli bàsic, que representa com un prisma de quatre cares amb vuit vèrtex ocupats pel carboni i dotze àtoms d'hidrogen en el centre dels dotze costats. Laurent derivà els halurs per substitució de l'hidrogen per clor, brom i iode; després els aldehids afegint oxigen.

## Història
En una investigació sobre la causa del fum irritant de les espelmes del Palau de les Teuleries a París, Jean-Baptiste Dumas descobrí que la cera havia estat decolorada amb clor i que els fums, durant la combustió, desprenien àcid clorhídric irritant. Dumas relacionà aquest fenomen amb d'altres ja observats: Faraday observà l'acció del clor sobre l'etilè el 1821, Gay-Lussac sobre el cianogen el 1823, Liebig i Wöhler sobre el benzaldehid el 1831. Després realitzà investigacions de l'acció del clor amb altres substàncies. Amb l'etanol va obtindre el cloroform, el bromoform i el iodoform; i amb l'essència de trementina. En aquestes investigacions descobrí que els àtoms d'hidrogen es poden substituir en un compost orgànic per clor, brom, iode o oxigen, però inicialment només descriví el fenomen i presentà la teoria o llei de la substitució.
Fou un jove investigador, Auguste Laurent (1807-1853), que realitzava el doctorat amb Dumas, que atacà a la seva tesi doctoral amb aquest fenomen la teoria dualista electroquímica del químic suec Jöns Jacob Berzelius (1779-1848) vigent en aquell moment, fonamentada en l'electronegativitat dels elements químics, perquè un àtom electronegatiu com el clor no podia substituir en un compost a un àtom molt menys electronegatiu com l'hidrogen. Tampoc es podia explicar que les propietats del compost obtingut fossin semblants a les del compost de partida. Segons la teoria dualista haurien de ser completament diferents. Per a Laurent, cristal·lògraf de formació, un compost químic no és una simple juxtaposició d'elements químics o de radicals, és un edifici unitari dibuixat per substitucions progressives a partir d'un mòdul bàsic, una forma primitiva. És una idea nova que centra l'interès de la química en la molècula, la quantitat més petita que intervé en una reacció química, i no en l'àtom, la quantitat més petita d'un cos simple que pot existir en combinació.
Dumas s'oposà a la teoria del seu alumne i mantingué fidel a la teoria dualista, però seguí realitzant noves experiències de substitució i amb l'àcid acètic va obtindre àcid tricloroacètic i hagué d'admetre que l'àcid cloroacètic té un fórmula semblant a la de l'àcid acètic, la qual cosa entrava en contradicció amb la teoria dualista electroquímica de Berzelius.